# Грассль, Даниэль
Даниэль Грассль (итал. Daniel Grassl; род. 4 апреля 2002, Мерано, Трентино-Альто-Адидже) — итальянский фигурист, выступающий в одиночном катании. Серебряный призёр чемпионата Европы (2022), победитель Гран-при Великобритании (2022), бронзовый призёр Гран-при Италии (2021), серебряный призёр Всемирных студенческих игр (2025), бронзовый призёр чемпионата мира среди юниоров (2019), пятикратный чемпион Италии (2019—2022, 2025).
По состоянию на 30 марта 2025 года занимает 14-е место в рейтинге Международного союза конькобежцев.

## Биография
Грассль начал учиться кататься на коньках в 2009 году. Его первым тренером стала Людмила Младенова в Мерано. Он начал соревноваться на международных соревнованиях на детском уровне с сезона 2012/2013 по 2014/2015 годы.

## Карьера

### Ранние годы
Дебютировав на юношеском международном уровне, Грассль завоевал бронзовую медаль на Lombardia Trophy в сентябре 2015 года. Далее он выиграл свой первый итальянский национальный чемпионат среди юношей в декабре того же года.
В феврале 2017 года Грассль завоевал серебро на Европейском юношеском Олимпийском фестивале в Эрзуруме, Турция.
Его международный дебют на взрослом уровне состоялся в конце октября 2017 года на турнире «Golden Bear» в Загребе, Хорватия. Грассль занял первое место в обоих сегментах, опередив британского чемпиона Грэма Ньюберри на 13,33 балла.
В ноябре 2017 года он поднимался ещё на два высших международных подиума, взяв золото на Ice Challenge в Австрии (27,33 балла впереди серебряного призера Хавьера Райа из Испании), а затем бронзу на Кубке Мерано в Италии (где финишировал позади Ньюберри и Райа).

### Сезон 2018—2019
В декабре 2018 года он опередил Маттео Риццо на 4,48 балла и стал чемпионом Италии.
В январе 2019 года итальянец был включен в состав национальной сборной на чемпионат Европы 2019 года в Минске. Заняв 9-е место в короткой программе, он квалифицировался в произвольную программу. По результатам произвольной программы он стал 6-м в итоговом протоколе, при этом обновил свои личные достижения как по сумме баллов, так и в произвольной программе. В марте выступил на чемпионате мира среди юниоров и завоевал бронзовую медаль.

### Сезон 2019—2021
Сезон 2019/20 Грассль начал с этапа юниорского Гран-при в Польше, где завоевал бронзовую медаль. На втором этапе, в Италии, завоевал золотую медаль и квалифицировался в финал Гран-при среди юниоров. Там он занял последнее место. На чемпионате Европы 2020 после короткой программы занимал одиннадцатое место. В произвольной программе хорошо выступил и стал вторым, тем самым завоевал малую серебряную медаль за произвольную программу. В итоговой таблице расположился на 4-м месте, лишь 1,83 балла уступив бронзовому призёру Морису Квителашвили. В марте 2020 года выступил на чемпионате мира среди юниоров, где также стал 4-м, при этом завоевал малую бронзовую медаль за произвольную программу. Чемпионат мира среди взрослых, где должен был выступить Грассль, был отменён из-за пандемии коронавируса.
В сентябре 2020 года одержал победу на турнире Budapest Trophy 2020. На чемпионате мира 2021 в Стокгольме занял 12-е место. В апреле 2021 года в составе сборной Италии принял участие на командном чемпионате мира. Из-за положительного теста на COVID-19 Маттео Риццо не выступил на турнире и поэтому Грассль был единственным представителем Италии на соревнованиях одиночников. Он занял десятое место в короткой программе и седьмое в произвольной, а сборная Италии завершила турнир на четвёртом месте.

### Сезон 2021—2022
Олимпийский сезон 2021/22 Грассль начал на турнире серии «челленджер» Lombardia Trophy 2021, где завоевал золотую медаль. В октябре 2021 года дебютировал в серии Гран-при среди взрослых, выступив на турнире Skate America, где занял седьмое место. Вторым этапом Гран-при для Грассля стал домашний этап в Турине. После короткой программы он занимал промежуточное второе место, в произвольной стал третьим, в общем зачёте завоевал бронзовую медаль, которая стала для него первой медалью серии Гран-при. В январе 2022 года выступил на чемпионате Европы в Таллине. После короткой программы занимал пятое место. В произвольной программе ошибся при исполнении тройного лутца, остальные элементы выполнил чисто и по итогам произвольной стал вторым. За две программы набрал 274,48 баллов и завоевал серебряную медаль чемпионата Европы.
На Олимпийских играх в Пекине Грассль в составе сборной Италии выступил в командных соревнованиях. В короткой программе он занял пятое место и принёс команде 6 очков. Сборная Италии не прошла в финальный сегмент соревнований и в итоговой таблице расположилась на седьмом месте. В личном турнире Грассль занимал двенадцатое место после короткой программы, в произвольной программе допустил ошибку лишь при исполнении каскада и стал четвёртым. По итогам двух программ занял седьмое место, при этом улучшил свои лучшие результаты в произвольной программе и по сумме двух программ. Завершил сезон на чемпионате мира, где занял седьмое место.
В январе 2023 года, во время российского вторжения на Украину, переехал для тренировок в Москву. Грассль присоединился к группе тренера Этери Тутберидзе, которая замешана в допинговом скандале вокруг Камилы Валиевой и чей стиль работы неоднократно подвергался критике. В интервью изданию RAI фигурист подчеркнул, что «спорт должен оставаться вне политики». С российскими наставниками он подготавливался к чемпионату Европы 2023 года. На турнире он не смог повторить прошлогодний успех, когда завоевал серебро, и занял лишь шестое место. На чемпионате мира стал двенадцатым.
В сентябре 2023 года ушёл от Тутберидзе. Грассль вернулся в Италию, где продолжил тренироваться в Турине с тренером Эдоардо де Бернардисом.

## Программы
| Сезон     | Короткая программа | Произвольная программа | Показательные номера                                                          |
| --------- | --- | --- | ----------------------------------------------------------------------------- |
| 2024—2025 | - «Human» Стефано Лентини, Том Бакстер - «Ноктюрн до-диез минор» Фридерик Шопен хореография: Бенуа Ришо                       | - «Electricity» (из мюзикла «Билли Эллиот») Элтон Джон, Ли Холл - «Gnossienne No. 1» Эрик Сати - «Арабеска № 1» Клод Дебюсси - «Born to Boogie» (из мюзикла «Билли Эллиот») Элтон Джон, Ли Холл - «A Swan Song (For Nina)» (из фильма «Чёрный лебедь») Клинт Мэнселл хореография: Эдоардо де Бернардис | - «Too Sweet» Хозиер                                                          |
| 2022—2023 | - «Silhouette» Aquilo хореография: Джейсон Браун - «I Feel Love» Сэм Смит аранжировка Хьюго Шуинар хореография: Джейсон Браун | - «Struggling Brain» Guy & Zab Skornik - «Korea Town» Дэнни Бенси, Саундер Джуррианс - «Hour of the Ruler» Джозеф Александер - «Dans la maison» Филипп Ромби аранжировка Седрик Тур хореография: Бенуа Ришо                                                                                            | - «I Feel Love» Донна Саммер в исполнении Сэм Смит хореография: Джейсон Браун |
| 2021—2022 | - «Nureyev» (из фильма «Нуреев. Белый ворон») в исполнении Илана Эшкери хореография: Бенуа Ришо                               | - «Интерстеллар» (саундтрек) Ханс Циммер - «I Don’t Want to Miss a Thing» (из фильма «Армагеддон») в исполнении Aerosmith хореография: Бенуа Ришо |                                                                               |
| 2020—2021 | - «Dig Down» Muse хореография: Бенуа Ришо                                                                                     | - «Joker» Седрик Тур хореография: Бенуа Ришо |                                                                               |
| 2019—2020 | - «Lacrimosa (Реквием)» Вольфганг Амадей Моцарт хореография: Бенуа Ришо                                                       | - «Одинокий мужчина» - «Под покровом ночи» Абель Коженёвский хореография: Бенуа Ришо | - «Love Is a Bitch» Two feet                                                  |
| 2018—2019 | - «Rain, In Your Black Eyes» Эцио Боссо хореография: Бенуа Ришо                                                               | - «Dance Pieces» Филип Гласс хореография: Бенуа Ришо | - «Мэри Поппинс» Ричард М. Шерман и Роберт Шерман                             |
| 2017—2018 | - «Smile» Чарли Чаплин в исполнении Нэт Кинг Коул - «Огни большого города» Чарли Чаплин                                       | - «Cirque du Soleil» Бенуа Ютрас |                                                                               |
| 2016—2017 | - «Танец с саблями» (из балета «Гаянэ») Арам Хачатурян                                                                        | - «Smile» Чарли Чаплин в исполнении Нэт Кинг Коул - «Огни большого города» Чарли Чаплин |                                                                               |

## Спортивные результаты
| Соревнование                    | 15/16         | 16/17         | 17/18         | 18/19         | 19/20         | 20/21         | 21/22         | 22/23         | 24/25         |
| Международные                   | Международные | Международные | Международные | Международные | Международные | Международные | Международные | Международные | Международные |
| ------------------------------- | ------------- | ------------- | ------------- | ------------- | ------------- | ------------- | ------------- | ------------- | ------------- |
| Олимпийские игры                |               |               |               |               |               |               | 7             |               |               |
| Чемпионат мира                  |               |               |               |               | С             | 12            | 7             | 12            | 13            |
| Чемпионат Европы                |               |               |               | 6             | 4             |               | 2             | 6             | 8             |
| Финал Гран-при                  |               |               |               |               |               |               |               | 6             | 4             |
| Этап Гран-при. Skate America    |               |               |               |               |               |               | 7             | 4             |               |
| Этап Гран-при. NHK Trophy       |               |               |               |               |               |               |               |               | 2             |
| Этап Гран-при. Италия           |               |               |               |               |               |               | 3             |               |               |
| Этап Гран-при. Wilson Trophy    |               |               |               |               |               |               |               | 1             |               |
| Этап Гран-при. Финляндия        |               |               |               |               |               |               |               |               | 3             |
| CS Lombardia Trophy             |               |               |               |               |               |               | 1             |               |               |
| CS Золотой конёк Загреба        |               |               | 10            | 5             |               |               |               |               |               |
| CS Asian Open                   |               |               |               |               | 1             |               |               |               |               |
| CS U.S. Classic                 |               |               |               |               |               |               |               | WD            |               |
| CS Мемориал Ондрея Непелы       |               |               |               |               |               |               |               |               | 1             |
| CS Ice Star                     |               |               |               |               | 1             |               |               |               |               |
| CS Budapest Trophy              |               |               |               |               |               | 1             |               |               |               |
| CS Alpen Trophy                 |               |               |               | 1             |               |               |               |               |               |
| CS Warsaw Cup                   |               |               |               | 1             |               |               | 2             | 2             |               |
| CS Мемориал Дениса Тена         |               |               |               |               |               |               |               |               | 4             |
| Golden Bear of Zagreb           |               |               | 1             | 1             |               |               |               |               |               |
| Egna Trophy                     |               |               | 1             |               |               |               |               |               |               |
| Icechallenge                    |               |               | 1             |               |               |               |               |               |               |
| Challenge Cup                   |               |               | 2             |               |               |               |               |               |               |
| Merano Cup                      |               |               | 3             |               |               |               |               |               |               |
| Всемирные студенческие игры     |               |               |               |               |               |               |               |               | 2             |
| Международные командные         |               |               |               |               |               |               |               |               |               |
| Командный чемпионат мира        |               |               |               | 6             |               | 4             |               | 4             | 3             |
| Japan Open                      |               |               |               |               |               |               |               | 3             |               |
| Национальные                    |               |               |               |               |               |               |               |               |               |
| Чемпионат Италии                | 1J.           | 1J.           | 4             | 1             | 1             | 1             | 1             | 4             | 1             |
| Международные среди юниоров     |               |               |               |               |               |               |               |               |               |
| Чемпионат мира среди юниоров    |               |               |               | 3             | 4             |               |               |               |               |
| Финал юниорского Гран-при       |               |               |               |               | 6             |               |               |               |               |
| Этап Гран-при: Польша           |               |               |               |               | 3             |               |               |               |               |
| Этап Гран-при: Австрия          |               |               |               | 5             |               |               |               |               |               |
| Этап Гран-при: Франция          |               | 7             |               |               |               |               |               |               |               |
| Этап Гран-при: Словакия         |               |               |               | 3             |               |               |               |               |               |
| Этап Гран-при: Италия           |               |               | 7             |               |               |               |               |               |               |
| Этап Гран-при: Япония           |               | 7             |               |               |               |               |               |               |               |
| Этап Гран-при: Австралия        |               |               | 6             |               |               |               |               |               |               |
| Юношеский Олимпийский фестиваль |               | 2             |               |               |               |               |               |               |               |
| Egna Trophy                     | 1             | 1             |               |               |               |               |               |               |               |
| Cup of Tyrol                    | 2             |               |               |               |               |               |               |               |               |
| Torun Cup                       | 1             | 1             |               |               |               |               |               |               |               |
| Lombardia Trophy                | 3             |               |               |               |               |               |               |               |               |
| Golden Bear                     | 1             | 1             |               |               |               |               |               |               |               |
| Merano Cup                      | 1             | 2             |               |               |               |               |               |               |               |
| CS — серия «Челленджер»         |               |               |               |               |               |               |               |               |               |